# Hoca Ali Rıza
Pour les articles homonymes, voir Ali Rıza.
Hoca Ali Rıza, né en 1858 à Üsküdar et mort le 20 mars 1930 dans le même district de Constantinople, est un peintre ottoman.

## Biographie
Hoca Ali Rıza est né en 1858 à Üsküdar, un district de Constantinople, dans le quartier d'Ahmediye. Son père Mehmet Rüştü était un major de l'armée ottomane. En 1879, il intègre le fameux lycée militaire de Kuleli. Intéressé depuis son jeune âge par l'art, il participe au sein de ce lycée à la création d'un cours de peinture et commence son apprentissage auprès du peintre Osman Nuri Paşa. Il se perfectionne notamment avec l'aide du peintre Süleyman Seyyid. Il sort diplômé de l'Académie militaire turque et c'est dans cette même école qu'il dirige un atelier de peinture pendant trente ans jusqu'à obtenir le titre de Hoca, c'est-à-dire maître en turc. Il enseigna également pour une courte période au sein de Darüşşafaka, un collège populaire de Constantinople. En 1911, il décide de prendre sa retraite militaire malgré son ascension au grade de cadre de l'armée mais continue d'enseigner la peinture dans plusieurs lycées. C'est pendant cette période de retraite qu'il développe son activité artistique et produit ses œuvres les plus connues. Il meurt en 1930, sept ans après la proclamation de la République de Turquie, et repose au cimetière de Karacaahmet.

## Œuvres
Hoca Ali Rıza est un impressionniste connu pour ses peintures de paysages.

Quelques œuvres de l'artiste, essentiellement centrées sur Constantinople.
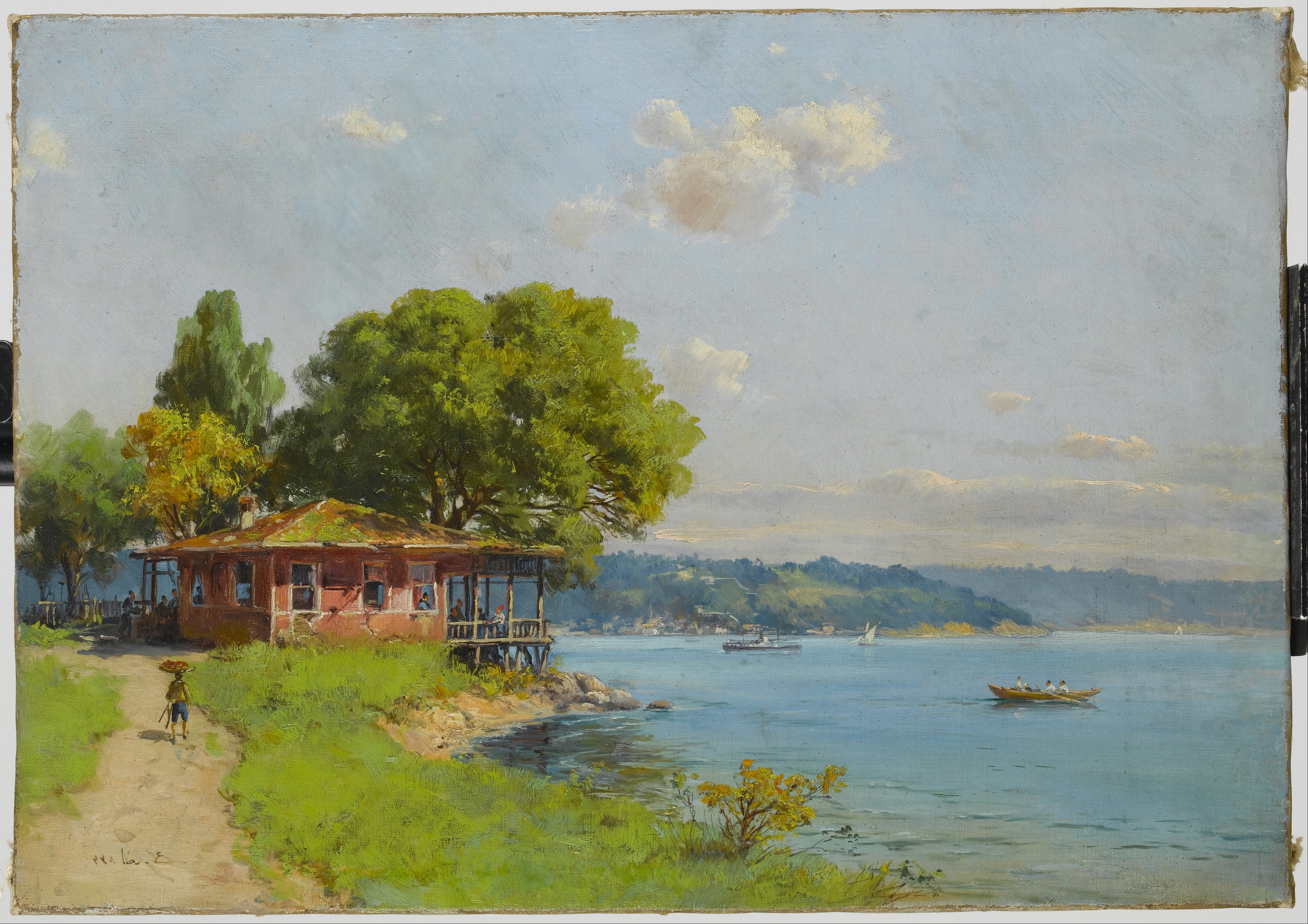
Istanbul.
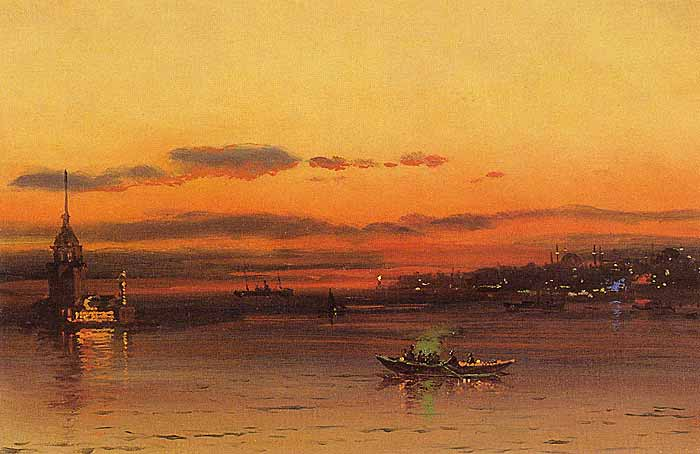
Tour de Léandre (1).
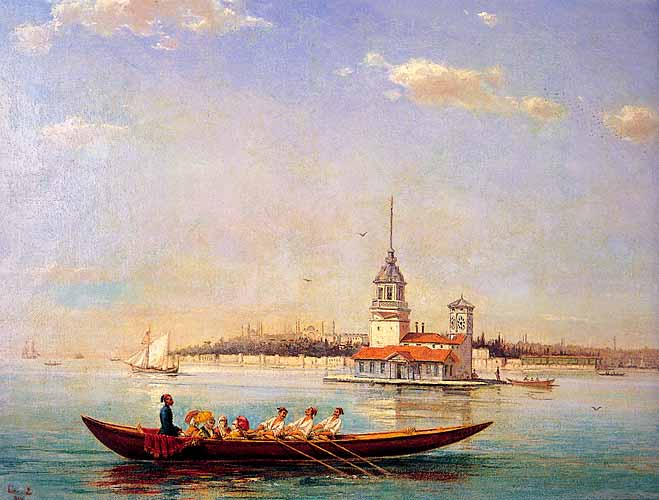
Tour de Léandre (2).
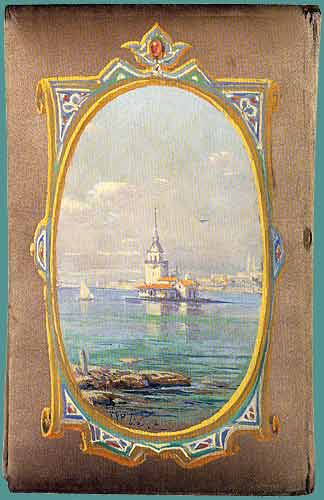
Tour de Léandre (3).
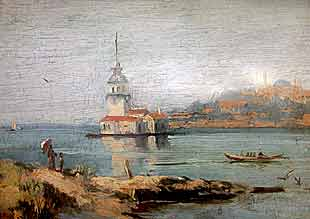
Tour de Léandre (4).
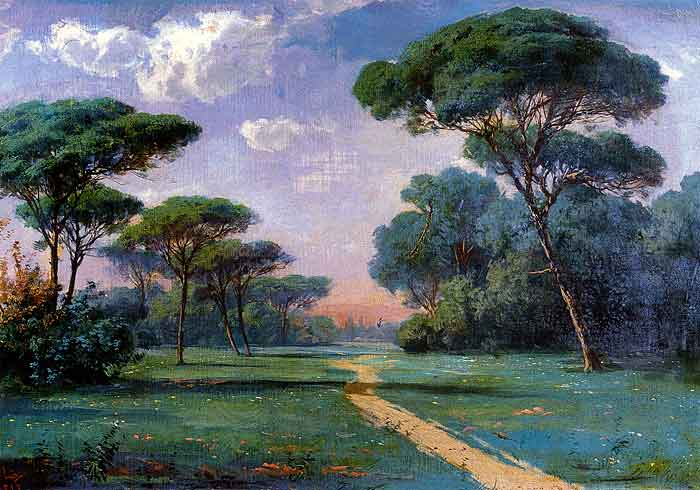
Paysage.